# Moadon Kaduregel Maccabi Tel Aviv 2017-2018

## Rosa
Aggiornata al 3 ottobre 2017.
| N. |                        | Ruolo | Calciatore         |
| -- | ---------------------- | ----- | ------------------ |
| 1  | Israele (bandiera)     | P     | Daniel Lifshitz    |
| 2  | Israele (bandiera)     | D     | Eli Dasa           |
| 3  | Israele (bandiera)     | D     | Yuval Spungin      |
| 5  | Martinica (bandiera)   | D     | Jean-Sylvain Babin |
| 6  | Spagna (bandiera)      | C     | José Rodríguez     |
| 7  | Israele (bandiera)     | A     | Omer Atzili        |
| 9  | Islanda (bandiera)     | A     | Viðar Kjartansson  |
| 10 | Israele (bandiera)     | A     | Barak Itzhaki      |
| 11 | Inghilterra (bandiera) | C     | Nick Blackman      |
| 13 | Israele (bandiera)     | C     | Sheran Yeini       |
| 15 | Israele (bandiera)     | C     | Dor Mikha          |
| 16 | Israele (bandiera)     | C     | Eliran Atar        |
| 18 | Israele (bandiera)     | D     | Eitan Tibi         |

| N. |                                 | Ruolo | Calciatore          |
| -- | ------------------------------- | ----- | ------------------- |
| 19 | Israele (bandiera)              | P     | Daniel              |
| 20 | Israele (bandiera)              | D     | Matan Baltaksa      |
| 21 | Bielorussia (bandiera)          | D     | Jahor Filipenka     |
| 22 | Israele (bandiera)              | C     | Avi Rikan           |
| 23 | Israele (bandiera)              | C     | Eyal Golasa         |
| 25 | Israele (bandiera)              | A     | Aaron Schoenfeld    |
| 26 | Israele (bandiera)              | D     | Tal Ben Haim I      |
| 27 | Israele (bandiera)              | D     | Ofir Davidzada      |
| 28 | Italia (bandiera)               | C     | Cristian Battocchio |
| 31 | Bosnia ed Erzegovina (bandiera) | C     | Tino-Sven Sušić     |
| 42 | Israele (bandiera)              | C     | Dor Peretz          |
| 95 | Serbia (bandiera)               | P     | Predrag Rajković    |